# Риве д'Аркано
Риве д'Аркано (итал. Rive d'Arcano) је насеље у Италији у округу Удине, региону Фурланија-Јулијска крајина.
Према процени из 2011. у насељу је живело 638 становника. Насеље се налази на надморској висини од 169 м.

## Становништво
Према резултатима пописа становништва 2011. у општини је живело 2.479 становника.
| 1936. | 1951. | 1961. | 1971. | 1981. | 1991. | 2001. | 2011. |
| ----- | ----- | ----- | ----- | ----- | ----- | ----- | ----- |
| 2.771 | 3.014 | 2.781 | 2.527 | 2.443 | 2.338 | 2.284 | 2.479 |